# Energia zredukowana
Energia zredukowana to wielkość bezwymiarowa, iloraz energii dla jakiegoś procesu albo zjawiska oraz innej wielkości wzorcowej o wymiarze energii, np. kT (w skali mikroskopowej) lub RT (w skali makroskopowej). W przypadku niektórych zjawisk, np. związanych z przemianami fazowymi, stosuje się wielkości zredukowane wyrażone poprzez parametry stanu krytycznego, np. temperatura zredukowana jako T* = T/Tkryt.